# Імаєв Руслан Равільович
Руслан Равільович Імаєв (рос. Руслан Равилевич Имаев; нар. 1 лютого 1994, Москва, Росія) — російський футболіст, захисник «Зоркого».

## Життєпис
Вихованець московської СДЮШОР-76. 2009 року перебував у складі московського «Зеніту», а в 2010—2011 році — в системі «Локомотива».
Влітку 2012 року перейшов у «Калугу». У футболці городян дебютував 22 липня 2013 року в поєдинку Другого дивізіону проти брянського «Динамо». У першій половині сезону 2013/14 років провів 7 матчів у першості ПФЛ. У лютому 2014 року перейшов до «Поділля», в якому за 1,5 сезони в першості ПФЛ у 26 матчах відзначився одним голом. У сезоні 2015/16 році на професіональному рівні не виступав. Перед стартом сезону 2016/17 років перейшов у клуб ФНЛ «Нафтохімік» (Нижньокамськ), за який провів два матчі — 11 липня вийшов на заміну на 74-й хвилині у матчі першості з «Єнісеєм» (1:0), 24 серпня відіграв повний матч 1/32 фіналу кубку Росії проти «Челябінська» (0:2). На початку жовтня залишив команду, у лютому 2017 року підписав контракт із клубом «Знамя труда», у першості ПФЛ зіграв 9 матчів, відзначився одним голом.
У липні 2017 року перейшов у клуб «Дачія» (Кишинів), у чемпіонаті Молдови дебютував 30 липня у поєдинку проти «Сперанци» (Ніспорени). У березні 2018 року заявлений за ялтинський «Рубін», який виступає у Прем'єр-лізі КФС. У серпні 2018 року заявлено за клуб «Кримтеплицю» Прем'єр-ліги КФС. 
Наступного року повернувся до Росії, де виступав за аматорські клуби «Зоркий» та «Лобня-Алла».